# Valckenstein (Utrecht)
Valckenstein (ook wel Valckensteijn of De Zon genoemd) is een stadskasteel in de Nederlandse stad Utrecht.
Dit grote stenen hoofdhuis zonder weerbaar karakter aan de Oudegracht 215-217 verrees in het tweede kwart van de 14e eeuw. In 1977 verwoestte een brand een deel van het huis, waarbij oorspronkelijke delen verloren zijn gegaan. De voorgevel dateert geheel of gedeeltelijk uit de 19e eeuw. Abraham Kuyper woonde omstreeks 1870 in Valckenstein.